# Confederations Cup 2003
Confederations Cup 2003 var den 6. udgave af fodboldturneringen Confederations Cup, og blev afholdt i Frankrig fra 18. til 29. juni 2003. Det var den første udgave af turneringen til at blive afholdt på europæisk grund.
Turneringen havde deltagelse af otte lande, fordelt på alle FIFA's konfederationer. Turneringen blev vundet af Frankrig, der dermed blev det første land nogensinde til både at vinde turneringen for anden gang, og til at forsvare en titel. Det sportslige forløb blev dog overskygget af de tragiske begivenheder omkring camerouneseren Marc-Vivien Foé, der midt under landets semifinalekamp mod Colombia i Lyon faldt død om som følge af et hjertestop.

## Deltagende lande
| Hold        | Fodboldforbund | Kvalificeret som                                  | Antal deltagelser |
| ----------- | -------------- | ------------------------------------------------- | ----------------- |
| Frankrig    | UEFA           | Arrangør, Vinder af EM 2000 og forsvarende mestre | 2. deltagelse     |
| Japan       | AFC            | Vinder af AFC Asian Cup 2000                      | 3. deltagelse     |
| USA         | CONCACAF       | Vinder af CONCACAF Gold Cup 2002                  | 3. deltagelse     |
| Cameroun    | CAF            | Vinder af African Nations Cup 2002                | 2. deltagelse     |
| Tyrkiet     | UEFA           | Nr. 3 ved VM 2002                                 | 1. deltagelse     |
| Colombia    | CONMEBOL       | Vinder af Copa América 2001                       | 1. deltagelse     |
| Brasilien   | CONMEBOL       | Vinder af VM 2002                                 | 4. deltagelse     |
| New Zealand | OFC            | Vinder af OFC Nations Cup 2002                    | 2. deltagelse     |

## Spillesteder
De franske arrangører valgte at fordele slutrunden ud på tre forskellige stadioner og byer:
| Paris             | Lyon              | Saint-Étienne           |
| ----------------- | ----------------- | ----------------------- |
| Stade de France   | Stade Gerland     | Stade Geoffroy-Guichard |
| Kapacitet: 80.000 | Kapacitet: 41.200 | Kapacitet: 36.000       |
| Stade de France   | Stade Gerland     | Stade Geoffroy-Guichard |

## Turneringen

### Turneringsform
De otte deltagende lande blev fordelt i to puljer med fire hold i hver, hvoraf de to øverst placerede i hver avancerede til semifinalerne. De to semifinalevindere mødtes i finalen, mens de to tabere spillede kampen om tredjepladsen.

### Gruppe A
| Dato     | Kamp                   | Res. | Sted          |
| -------- | ---------------------- | ---- | ------------- |
| 18. juni | New Zealand – Japan    | 5-0  | Paris         |
| 18. juni | Frankrig – Colombia    | 0-2  | Lyon          |
| 20. juni | Colombia – New Zealand | 1-0  | Lyon          |
| 20. juni | Frankrig – Japan       | 2-1  | Saint-Étienne |
| 22. juni | Frankrig – New Zealand | 4-0  | Paris         |
| 22. juni | Japan – Colombia       | 1-0  | Saint-Étienne |

| Stilling    | Kampe | Mål  | Point |
| ----------- | ----- | ---- | ----- |
| Frankrig    | 3     | 8-1  | 9     |
| Colombia    | 3     | 4-2  | 6     |
| Japan       | 3     | 4-3  | 3     |
| New Zealand | 3     | 1-11 | 0     |

### Gruppe B
| Dato     | Kamp                 | Res. | Sted          |
| -------- | -------------------- | ---- | ------------- |
| 19. juni | Tyrkiet – USA        | 2-0  | Saint-Étienne |
| 19. juni | Brasilien – Cameroun | 3-0  | Paris         |
| 21. juni | Cameroun – Tyrkiet   | 0-0  | Paris         |
| 21. juni | Brasilien – USA      | 0-2  | Lyon          |
| 23. juni | Brasilien – Tyrkiet  | 0-0  | Saint-Étienne |
| 23. juni | USA – Cameroun       | 2-0  | Lyon          |

| Stilling  | Kampe | Mål | Point |
| --------- | ----- | --- | ----- |
| Cameroun  | 3     | 2-0 | 7     |
| Tyrkiet   | 3     | 4-4 | 4     |
| Brasilien | 3     | 3-3 | 4     |
| USA       | 3     | 1-3 | 1     |

### Semifinaler
| Dato     | Kamp                | Res. | Sted  |
| -------- | ------------------- | ---- | ----- |
| 26. juni | Cameroun – Colombia | 1-0  | Lyon  |
| 26. juni | Frankrig – Tyrkiet  | 3-2  | Paris |

### Bronzekamp
| Dato     | Kamp               | Res. | Sted          |
| -------- | ------------------ | ---- | ------------- |
| 28. juni | Colombia – Tyrkiet | 1-2  | Saint-Étienne |

### Finale
| Dato     | Kamp                | Res.        | Sted  |
| -------- | ------------------- | ----------- | ----- |
| 29. juni | Cameroun – Frankrig | 0-1 (e.fs.) | Paris |